# ترپروستینیل
ترپروستینیل (انگلیسی: Treprostinil)، که با نام‌های تجاری ریمودولین (برای تزریق)، اورنترام (برای مصرف خوراکی) و تایواسو (برای استنشاق) فروخته می‌شود، یک گشادکننده رگ‌ها است که برای درمان فشار خون شریانی ریوی استفاده می‌شود.

## کاربردهای پزشکی
ترپروستینیل برای درمان فشار خون شریانی ریوی در افراد با علائم کلاس II تا IV بر اساس NYHA به منظور کاهش علائم مرتبط با ورزش اندیکاسیون دارد.

## عوارض جانبی
از آنجا که ترپروستینیل یک گشادکننده رگ‌ها است، اثر کاهنده فشار خون آن ممکن است با داروهای دیگر که بر فشار خون تأثیر می‌گذارند، مانند مسدودکننده کانال کلسیم، ادرارآورها و سایر عوامل گشادکننده رگ‌ها تشدید شود. 
به دلیل اثر مهاری ترپروستینیل بر تجمع پلاکت‌ها، خطر خونریزی افزایش می‌یابد، به‌ویژه در بیمارانی که داروهای ضدانعقاد مصرف می‌کنند. 
مشخص نیست که آیا ترپروستینیل در شیر مادر ترشح می‌شود یا خیر. در هنگام تجویز این دارو به زنان شیرده احتیاط توصیه می‌شود.  در هنگام تجویز ترپروستینیل به بیماران با نارسایی کلیه یا نارسایی کبد نیز احتیاط توصیه می‌شود.
۸۵٪ از بیماران گزارش درد یا واکنش دیگر در محل تزریق دارند.

## روش تجویز

### برای تزریق
ترپروستینیل ممکن است به‌صورت تزریق زیرجلدی مداوم یا تزریق وریدی مداوم تجویز شود.

### فرم استنشاقی
فرم استنشاقی ترپروستینیل توسط FDA در ژوئیه ۲۰۰۹ تأیید شد و با نام تجاری تایواسو فروخته می‌شود.

### فرم خوراکی
فرم خوراکی ترپروستینیل در دسامبر ۲۰۱۳ توسط FDA تأیید شد و با نام تجاری اورنترام فروخته می‌شود. 

## تاریخچه
در دهه ۱۹۶۰، یک تیم تحقیقاتی در بریتانیا به سرپرستی پروفسور جان وین نقش پروستاگلاندین‌ها را در آنافیلاکسی و بیماری‌های تنفسی بررسی کردند. با همکاری تیمی از کالج سلطنتی جراحان، وین کشف کرد که آسپرین و سایر داروهای ضدالتهابی خوراکی با مهار سنتز پروستاگلاندین‌ها عمل می‌کنند. این کشف به درک گسترده‌تر نقش پروستاگلاندین‌ها در بدن منجر شد. 
وین و تیمی از بنیاد ولکام یک واسطه لیپیدی به نام «PG-X» را شناسایی کردند که تجمع پلاکت‌ها را مهار می‌کرد. PG-X، که بعدها به‌عنوان پروستاسیکلین شناخته شد، ۳۰ برابر قوی‌تر از هر عامل ضدتجمعی شناخته‌شده دیگر بود.
تا سال ۱۹۷۶، وین و همکارش سالوادور مونکادا اولین مقاله درباره پروستاسیکلین را در مجله علمی Nature منتشر کردند.
ترپروستینیل (ریمودولین) در مه ۲۰۰۲ برای استفاده در ایالات متحده تأیید شد و دوباره در ژوئیه ۲۰۱۸ تأیید شد. تایواسو، فرم استنشاقی ترپروستینیل، در ژوئیه ۲۰۰۹ تأیید شد.اورنترام در دسامبر ۲۰۱۳ تأیید شد.
ترپروستینیل (Trepulmix) در آوریل ۲۰۲۰ برای استفاده در اتحادیه اروپا تأیید شد.

## تحقیقات
درمان با ترپروستینیل ممکن است در درمان بیماری دگوس مؤثر باشد.